# Fraxinus depauperata
Fraxinus depauperata — вид квіткових рослин з родини маслинових (Oleaceae).

## Опис
Дерево ≈ 5 метрів заввишки. Гілоки запушені, пізніше ± голі; бруньки яйцеподібні, густо-коричневі, повстяні. Листки 15–25 см; ніжка 5–6 см; листочків 3–5(7); листочкова ніжка 1–2 мм, рідко запушена; листочкові пластини яйцеподібно-ланцетні або еліптичні, 5–12 × 2–4 см (кінцеві більші, базальна пара менша), абаксіально (низ) рідко запушені вздовж середньої жилки, злегка нерівномірно грубо-пилчасті, верхівка довго загострена. Волоті кінцеві та бічні, 8–12 см, нещільні. Квітки одностатеві, з'являються після листя. Чашечка дзвоникоподібна, ≈ 1.5 мм, зубці гострі трикутні, довші за трубку. Тичинкові квітки: віночок білий, частки лінійні; тичинки перевищують частки. Самара зворотно-ланцетно-лінійна, ≈ 35 × 6 мм. Квітує у травні, плодить у липні — вересні.

## Поширення
Ендемік Китаю (Шеньсі, Хубей, Хунань).
Населяє змішані ліси на схилах; на висотах 400–1100 метрів